# Владиславув (Парчівський повіт)
Владиславув (пол. Władysławów) — село в Польщі, у гміні Семень Парчівського повіту Люблінського воєводства.
Населення — 105 осіб (2011).
У 1975-1998 роках село належало до Білопідляського воєводства.

## Демографія
Демографічна структура станом на 31 березня 2011 року:
|          | Загалом | Допрацездатний вік | Працездатний вік | Постпрацездатний вік |
| -------- | ------- | ------------------ | ---------------- | -------------------- |
| Чоловіки | 53      | 6                  | 40               | 7                    |
| Жінки    | 52      | 7                  | 26               | 19                   |
| Разом    | 105     | 13                 | 66               | 26                   |